# Darius Garland
Darius Kinnard Garland (ur. 26 stycznia 2000 w Gary) – amerykański koszykarz, występujący na pozycjach rozgrywającego, obecnie zawodnik Cleveland Cavaliers.
W 2017 wziął udział w Adidas Eurocampie, Under Armor SC30 Select Camp, Nike Skills Academy (również w 2016). W 2018 wystąpił w kilku meczach wschodzących gwiazd – McDonald’s All-American, Jordan Brand Classic, Nike Hoop Summit. Wybrano go trzykrotnie najlepszym zawodnikiem szkół średnich stanu Tennessee (Tennessee Mr. Basketball Division II AA – 2016–2018, Tennessee Gatorade Player of the Year – 2018).
Jego ojciec, Winston grał w koszykówkę na Southwest Missouri State, a następnie w NBA (1987–1990 – Golden State Warriors, 1990–1991 – Los Angeles Clippers, 1991–1992 – Denver Nuggets, 1992–1993 –	Houston Rockets, 1994–1995 – Minnesota Timberwolves) i we Włoszech (1994–1995 – Benetton Treviso).

## Osiągnięcia
Stan na 24 lutego 2022, na podstawie, o ile nie zaznaczono inaczej.
NCAA
- Najlepszy pierwszoroczny zawodnik tygodnia konferencji Southeastern (12.11.2018)

NBA
- Uczestnik meczu gwiazd NBA (2022)[3]
- Zwycięzca konkursu Skills Challenge (2022)[4]